# بيت القبة (العدين)

تعديل مصدري - تعديل

بيت القبة محلة تابعة لقرية محزان، التابعة لعزلة خباز بمديرية العدين إحدى مديريات محافظة إب في الجمهورية اليمنية، بلغ تعداد سكانها 49 حسب تعداد اليمن لعام 2004.